# Вербек, Гертьян
Гертьян Вербек (нидерл. Gertjan Verbeek; род. 1 августа 1962, Девентер, Оверэйссел) — нидерландский футболист и футбольный тренер. Выступал на позиции защитника.

## Биография
Гертьян Вербек родился в Девентере. В качестве игрока выступал на позиции защитника за нидерландские клубы «Херенвен» (с 1984 года — ФК «Херенвен») (1984—1994), был в аренде в «Хераклесе» (1986—1987).
Карьеру тренера Вербек начал в 1994 году в качестве ассистента наставника клуба «Херенвен».
В 2001 году Вербек возглавил «Хераклес». Это был его первый клуб в качестве главного тренера.
Летом 2004 год Гертьян Вербек стал главным тренером «Херенвена», в котором ранее был ассистентом. В чемпионате Нидерландов «Херенвен» тогда занял четвёртое место и получил право участвовать в Кубке УЕФА.
В 2008 году он был нанят в «Фейеноорд», но был уволен несколько месяцев спустя после скандала с игроками.
После недолгого возвращения в «Херклес» Гертьян принимает руководство клубом АЗ, который привёл к победе в Кубке Нидерландов в сезоне 2012/13.
22 декабря 2014 году подписал контракт с футбольным клубом «Бохум», сменив на этом посту Петера Нойрурера. Контракт, рассчитанный до 30 июня 2018 года, был досрочно расторгнут 11 июля 2017 года.
В октябре того же года Вербек подписал контракт с «Твенте», рассчитанный до 2019 года.